# Bienkotetrix tibetana
Bienkotetrix tibetana är en insektsart som först beskrevs av Boris Petrovich Uvarov 1925.  Bienkotetrix tibetana ingår i släktet Bienkotetrix och familjen torngräshoppor. Inga underarter finns listade i Catalogue of Life.